# 김창환 (1935년)
김창환(1935년 4월 27일~)은 대한민국의 정치인이다. 제8·9대 국회의원을 지냈다.

## 역대 선거 결과
|  | 58.64% |

|  | 23.89% |

|  | 19.93% |

|  | 24.71% |

|  | 43.19% |

|  | 32.65% |